# Хоуард Руган
Хоуард Руган (на английски: Howard Roughan) е американски писател на произведения в жанра трилър и криминален роман.

## Биография и творчество
Хоуард Руган е роден на 14 януари 1966 г. в Риджфийлд, Кънектикът, САЩ. Завършва Колеж „Дартмут“. След дипломирането си работи в рекламната индустрия в Манхатън, Ню Йорк, достигайки от копирайтър до поста на творчески директор.
Първият му роман „The Up and Comer“ е издаден през 2001 г.
През 2005 г. започва да си сътрудничи с писателя на бестселъри Джеймс Патерсън за редица самостоятелни романи и части от поредици. Първият им съвместен роман „Honeymoon“ от поредицата „Меден месец“ е обявена за международен трилър на 2005 г. от Международната организация на писателите на трилъри.
Романът им „Murder Games“ (Убийствени игри) е екравизиран през 2018 – 2019 г. в сериала „Инстинкт“ с участието на Алън Къминг.
Хоуард Руган живее със семейството си в Нейпълс, Флорида.

## Произведения

### Самостоятелни романи
- The Up and Comer (2001)
- The Promise of a Lie (2004)
- You've Been Warned (2007) – с Джеймс Патерсън
- Sail (2008) – с Джеймс Патерсън
- Don't Blink (2010) – с Джеймс Патерсън
- Truth or Die (2015) – с Джеймс Патерсън

### Серия „Меден месец“ (Honeymoon) – с Джеймс Патерсън
1. Honeymoon (2005)
2. Second Honeymoon (2013)

### Серия „Инстинкт“ (Instinct) – с Джеймс Патерсън
1. Murder Games (2017) – издаден и като „Instinct“
2. Killer Instinct (2019)

### Екранизации
- 2018 – 2019 Instinct – ТВ сериал, 24 епизода, по „Murder Games“